# Asbjørn Haugstvedt
Asbjørn Haugstvedt (* 20. November 1926 in Bergen, Fylke Hordaland; † 26. Juni 2008) war ein norwegischer Politiker der Kristelig Folkeparti, der 16 Jahre lang Mitglied des Storting, von 1977 bis 1981 Präsident des Odelsting sowie zwischen 1983 und 1986 Minister für Handel und Schifffahrt in der Regierung von Ministerpräsident Kåre Willoch war.

## Leben

### Berufliche Laufbahn und Kommunalpolitiker
Haugstvedt, Sohn des Lagerhausmanagers Ingvald Haugstvedt und dessen Ehefrau Hilma Ovidia Michelsen, begann nach dem Abschluss der Realschule 1943 und einem einjährigen Besuch der Handelsschule 1944 seine berufliche Tätigkeit als Büroassistent bei den Elektrizitätswerken von Bergen. Dort war er bis 1959 beschäftigt und wurde später Buchhalter, ehe er nach dem Besuch der IBM-Schule 1956 stellvertretender Leiter der Lochkarten-Abteilung des Unternehmens wurde. Nach dem Besuch von Sozialrechtskursen in Norwegen, Schweden und Finnland wurde er 1961 Inspektor beim Sozialamt Bergen und übte diese Stellung bis 1969 aus.
Neben seiner beruflichen Tätigkeit begann Haugstvedt Ende der 1950er Jahre seine politische Laufbahn in der Kommunalpolitik in Bergen und war zwischen 1959 und 1963 sowie erneut von 1969 bis 1971 Mitglied des Stadtrates von Bergen. Zwischenzeitlich war er von 1964 bis 1969 Vorsitzender der KrF-Fraktion im Stadtrat und als solcher auch Mitglied des Stadtpräsidiums (Bergen Formannskap). Des Weiteren war er zwischen 1963 und 1975 Vorstandsvorsitzender des Bergener Hotell Neptun.

### Storting-Mitglied und Fraktionsvorsitzender der KrF
Bei der Wahl vom 8. September 1969 wurde Haugstvedt als Kandidat der Kristelig Folkeparti (KrF) erstmals zum Mitglied des Storting gewählt und vertrat dort zunächst die Stadt Bergen sowie anschließend von der Wahl am 10. September 1973 bis zur Wahl am Wahl 1985 das Fylke Hordaland.
1969 wurde Haugstvedt Mitglied des Zentralvorstandes der Kristelig Folkeparti und gehörte diesem bis 1975 an, wobei er zuletzt zwischen 1971 und 1975 auch 2. Vize-Vorsitzender der KrF war.
Während dieser Zeit war er als Nachfolger von Lars Korvald vom 18. Oktober 1972 bis zu seiner Ablösung durch Korvald am 16. Oktober 1973 Vorsitzender der KrF-Fraktion im Storting sowie anschließend zwischen dem 9. Oktober 1973 und dem 30. September 1974 Vize-Präsident des Odelsting, eine der damals bestehenden Kammern des Storting. 

### Präsident des Odelsting und Minister
Als Nachfolger von Per Borten war Haugstvedt vom 11. Oktober 1977 bis zu seiner Ablösung durch Arne Nilsen am 30. September 1981 Präsident des Odelsting. Zugleich fungierte er vom 1. Oktober 1977 bis zum 8. Juni 1983 auch als Vize-Vorsitzender der KrF-Fraktion im Storting.
Darüber hinaus wurde er 1977 erneut Mitglied des Zentralvorstandes der KrF und gehörte diesem bis 1983 an. Während dieser Zeit war er stellvertretender Vorsitzender der KrF und damit Vertreter des damaligen Parteivorsitzenden Lars Korvald beziehungsweise seit 1979 von Kåre Kristiansen. Gleichzeitig war er von 1979 bis 1985 Vorstandsvorsitzender der von der Kristelig Folkeparti herausgegebenen Wochenzeitung Folkets Framtid.
Im Rahmen einer Kabinettsumbildung wurde er von Ministerpräsident Kåre Willoch am 8. Juni 1983 zum Minister für Handel und Schifffahrt (Handels- og Skipsfartsminister) in dessen Regierung berufen und gehörte dieser bis zum Ende von Willochs Amtszeit am 9. Mai 1986 an. Zugleich fungierte er zwischen 1983 und 1986 als Vorsitzender des Ausschusses für Warenhandel sowie des Rates für internationale wirtschaftliche Zusammenarbeit.
Nach seinem Ausscheiden aus Storting und Regierung engagierte er sich wieder verstärkt in seiner Heimatstadt Bergen und war dort zwischen 1987 und 1993 Vize-Vorstandsvorsitzender für Sozialbauten sowie von 1988 bis 1991 Vorsitzender des Bezirksausschusses von Bergen-Zentrum und im Anschluss zwischen 1991 und 1999 Vorsitzender des Seniorenausschusses von Bergen-Zentrum.
Daneben fungierte Haugstvedt, der 1991 Ehrenmitglied der Kristelig Folkeparti wurde, zwischen 1988 und 1991 Vorstandsvorsitzender des Busunternehmens Åsane Billag A/S.